# 我和女神密不可分的原因
《我和女神密不可分的原因》（日语：まがつき）是田口星乃的日本漫畫作品，講談社出版，2009年起在《月刊少年天狼星》4月號連載。

## 故事簡介
「荒巾岐八助」家族世代經營神社，某一天他在神社前面除草時，鐮刀一不小心脫手而出，把封印瘟神「禍津日神」的神器給打破了，導致他的靈魂離體而出，依附在「禍津日神・瀨織津姬」（簡稱織姬）身上，使得他必須要跟女神織姬一直手牽著手，只要分開太久就會喪命。這就是他和女神之所以要密不可分形影不離的原因。

## 登場角色
荒巾岐八助
本作的男主角，15歲，因為被姐宮乃的命令神社前面除草時，鐮刀一不小心脫手而出，把封印瘟神「禍津日神」的神器給打破了，導致他的靈魂離體而出，依附在「禍津日神・瀨織津姬」（簡稱織姬）身上，使得他必須要跟女神織姬一直手牽著手，只要分開太久就會喪命。若不幸突然分開只要及時嘴對嘴把力量喂給他便會復活。
目前為了解除殃禍取悅女神而不斷努力。為人相當好色，但對愛情相當遲頓而令喜歡他的女性相當苦惱。是稻森明里、瀬津 織姫、三上日向、大和百子的初吻對象。
於第28話因姐姐的催眠變成了紳士模式對女性陷入冷感最終因催眠時間完而打回原型。第30話因靈魂失去生命力變成小孩最終因色心回復原型。第33話因月讀的神力變成女生化名八子。第41話因月讀命忘了取消當時進入高天原的偽神設定，突然感情高漲而覺醒為神擁有強大的神力但最終被月讀取消。第55話從織姫和日向得知詛咒已解除，但因為寂寞和詛咒在靈魂身上留下太多神力外貌和內心都變成女孩子。
於最終話和稻森明里、瀨織津姬、甘岳飯綱、大和百子、三上日向結婚。
稻森明里
八助的青梅竹馬，如同姐姐般照顧八助，單馬尾，一直喜歡着八助卻不敢表白，對突然出現的津姬產生了誤會，以為是八助的女朋友，卻不知道八助一直以來喜歡的人就是她。在本作第2話被八助因突然和織姫分開而奪去其初吻，第5話因為三上日向的生弓矢命中了津姬，八助的靈魂由津姬身上脱出出轉移至其身上，因此變成了小明與八助分開，八助就會死的情况。第21話搬入八助家和八助及織姫等人一同生活。第40話向八助告白。在第53話中能徒手與獸化的八助對抗。在第54話中知道其和八助的生日相差一日，故幼時和八助一齊慶祝生日至今。
在八助家中擔當類似母親的角色這令其相當苦惱。因為家是壽司店的緣故非常擅長烹飪。有一個布公仔約瑟芬醬，靠抱著牠才能睡眠。
於最終話和八助結婚，並提議讓八助也娶其他人。
瀨織津姬
禍津日神（日本神話中帶來災難和凶事的神），即為瘟神，如果傷心不高興了的話，就會引來不可預測的災禍，嚴重的話可毀滅整個日本。本身有些天然呆起初不清楚對八助的感情，但隨著時間的發展而明白自己喜歡八助。因為麻煩不愛穿內褲。
本作第1話已和八助接吻，因為八助打破神鏡向其施加詛咒必須令其幸福。於第2話轉入八助班就讀，成績優秀是學年第一名。第10話透過八助的姐姐知道愛是何物，因而知道自己和八助的感情並向八助告白。第21話首次在便利店打工被八助知道其跳舞時非常漂亮。第25話和八助兩人單獨約會開始想了解幸福為何物。第27話知道明里也是喜歡八助。第39話中因八助對明里的約會練習令明里痛哭而憎恨八助回到高天原並把自己關進天之岩户內，但因八助對眾人的表白而主動走出來。
於最終話和八助結婚。
三上日向
八百萬神明的統治者，神界的高天原之主，雙馬尾的姐控，稱津姬為姐姐，想要將津姬再度封印起來而將八助抹殺，實際上卻是因為津姬和八助在一起而吃醋才想將八助抹殺。於第3話末出場，因為未得到織姫批准無法進入八助家故曾借助明里卻分散八助和織姫。第5話因為她的生弓矢命中了津姬，八助的靈魂由津姬身上脱出出轉移至明里身上。第7話因裸體被八助看到而向其施加詛咒。第9話轉到八助班就讀。第11話和八助接吻。第15話從織姫口中知道其因被人和神敬畏而感到寂寞，對八助突然温柔的侍奉感到厭惡而把自己躲在紙箱呆着，之後得到八助的温柔公平對待明白自己喜歡八助而向八助告白。
於最終話和八助結婚。
甘岳飯綱
被遺忘的狐神，因為神社被八助關注而愛上八助，在寫字方面只會寫自己的名字，但記憶方面可以模仿過去很久任何一個人的行為語言。於第18話正式登場。
於最終話和八助結婚。

### 家庭關係
荒巾岐宮乃
八助的姐姐，神社的主祭，是八助的黑星，總是讓八助欠債。個性超級腹黑，似乎拿著校長的把柄，因而可以利用校長的權力，包括幫助織姫、日向等入學、調動班級座位的權力。於第12話擔任八助家校的保健老師。
稻森邦彦
是稻森明里的父親，非常支持女兒的感情極度重女控，希望透過明里和八助結婚繼承自己壽司店的家業。

### 其他角色
新田英一
八助的死黨。成績優秀是學年第三名。喜好拍攝經常拍攝八助之醜態令其災難升級。
松原團藏
八助的死黨。成績優秀是學年第二名。是有錢人，曾借別墅予八助一家去海邊玩，非常羨慕八助身邊有眾多女性圍繞。
萱野滿
明里的死黨，知道明里喜歡八助的事，非常支持明里對八助的戀情。於第8話出場，在織姬和明里家政科比賽中擔當司儀的角色。
豐條環
八助學校的學生會會長，戴著眼鏡黑髮的少女。
古江照男
八助的班主任，50歲，教授日本史。
小松田香
八助的副班主任以及家政科老師。
月讀命
日向和織姬的弟弟或妹妹，於第33話登場。身體會隨日夜轉換性别早上是男，夜晚是女，但早上也可以變成女生一會兒。本身喜歡美麗的東西所以對變成女生的八助有興趣，但對男的則沒有興趣。曾於33話中把八助變成女生參加選美大賽。於第38話幫助八助成為偽神令其可進入神界高天原。
伊邪那岐
是織姬、日向、月讀的父親。重女控。
以前曾將織姬封印住，因此頭髮被生氣的日向燒成捲髮。
曾指示月讀命和大和百子殺害八助。是大和百子家供奉的神明。
大和百子
是八助的青梅竹馬，被三上日向稱其是愛哭鬼、巨乳、還有嬌小妹系於一身，並有孤狸精的樣子，齊集所有女主角的屬性。自稱其是八助的未婚妻，認為八助是非常硬派男子漢紳士一樣的男性，非常迷戀八助。其婚約是八助和百子祖母決定所以八助並不知道，因為幼時的百子突然向八助求婚被八助誤會而蒙上百子未婚夫的災難。
於最終話和八助結婚。

## 出版書籍
| 集數 | 講談社        | 講談社                 | 東立出版社     | 東立出版社             |
| 集數 | 發售日期      | ISBN                   | 發售日期       | ISBN                   |
| ---- | ------------- | ---------------------- | -------------- | ---------------------- |
| 1    | 2011年8月9日  | ISBN 978-4-06-376286-0 | 2014年9月3日   | ISBN 978-986-348-359-5 |
| 2    | 2012年1月6日  | ISBN 978-4-06-376317-1 | 2014年9月3日   | ISBN 978-986-348-360-1 |
| 3    | 2012年6月8日  | ISBN 978-4-06-376346-1 | 2015年8月17日  | ISBN 978-986-348-361-8 |
| 4    | 2012年10月9日 | ISBN 978-4-06-376363-8 | 2015年11月10日 | ISBN 978-986-348-362-5 |
| 5    | 2013年2月8日  | ISBN 978-4-06-376381-2 |                |                        |
| 6    | 2013年7月9日  | ISBN 978-4-06-376410-9 |                |                        |
| 7    | 2014年2月7日  | ISBN 978-4-06-376436-9 |                |                        |
| 8    | 2014年8月8日  | ISBN 978-4-06-376482-6 |                |                        |
| 9    | 2015年2月9日  | ISBN 978-4-06-376521-2 |                |                        |
| 10   | 2015年10月9日 | ISBN 978-4-06-376563-2 |                |                        |
| 11   | 2016年3月9日  | ISBN 978-4-06-390609-7 |                |                        |
| 12   | 2016年11月9日 | ISBN 978-4-06-390660-8 |                |                        |
| 13   | 2017年4月7日  | ISBN 978-4-06-390697-4 |                |                        |

## 外部連結
- （日語）少年天狼星 官方網站｜我和女神密不可分的原因｜作品介紹｜講談社Comic plus